# شهرستان کمدن (جورجیا)
شهرستان کمدن، جورجیا (به انگلیسی: Camden County, Georgia) یک سکونتگاه مسکونی در ایالات متحده آمریکا است که در جورجیا واقع شده‌است.

## خصوصیات
شهرستان کمدن ۲٬۰۲۷٫۹۷ کیلومترمربع مساحت دارد.